# Diecéze nicejská
Diecéze nicejská (lat. Dioecesis Nicensis, nebo také Niciensis, franc. Diocèse de Nice) je francouzská římskokatolická diecéze, založená ve 3. století. Leží na území departementu Alpes-Maritimes. Sídlo biskupství a katedrála Sainte-Réparate de Nice se nachází v Nice. Diecéze je součástí marseillské církevní provincie.
Od 6. března 2014 je nicejským diecézním biskupem Mons. André Marceau.

## Historie
Biskupství bylo v Nice založeno v průběhu 3. století. V důsledku konkordátu z roku 1801 byly 29. listopadu 1801 zrušeny diecéze Glandèves, Grasse a Vence, jejichž území bylo zčásti včleněno do nicejské diecéze. V dubnu 1868 bylo vyčleněno území (z nicejské diecéze) nově založeného územního opatství svatých Mikuláše a Benedikta, které bylo později povýšeno na samostatnou diecézi, resp. monackou arcidiecézi.
Od 8. prosince 2002 je nicejská diecéze sufragánem marseilleské arcidiecéze; do té doby byla sufragánní diecézí arcidiecéze Aix.